# Warneckea membranifolia
Warneckea membranifolia là một loài thực vật có hoa trong họ Mua. Loài này được Jacq.-Fél. miêu tả khoa học đầu tiên năm 1978.